# Bojevo
Bojevo ili Boljevo (mađ. Bolhó) je pogranično selo u južnoj Mađarskoj.

## Zemljopisni položaj
Nalazi se uz obalu Drave, 46°2' sjeverne zemljopisne širine i 17°18' istočne zemljopisne dužine, na granici s Republikom Hrvatskom. Koprivnica je među bližima od većih naselja u Hrvatskoj.

## Upravna organizacija
Upravno pripada Barčanskoj mikroregiji u Šomođskoj županiji. Poštanski broj je 7586.

## Stanovništvo
U Bojevu živi 820 stanovnika (2001.). Selo ima hrvatsku manjinsku samoupravu. 

Mjesni Hrvati održavaju kulturnu manifestaciju Dani hrvatskih veza

### Poznate osobe
- Pál Losonczi, komunistički političar

## Vanjske poveznice
- Bojevo[neaktivna poveznica] na fallingrain.com